# Burgstraße 3 (Niederbrechen)

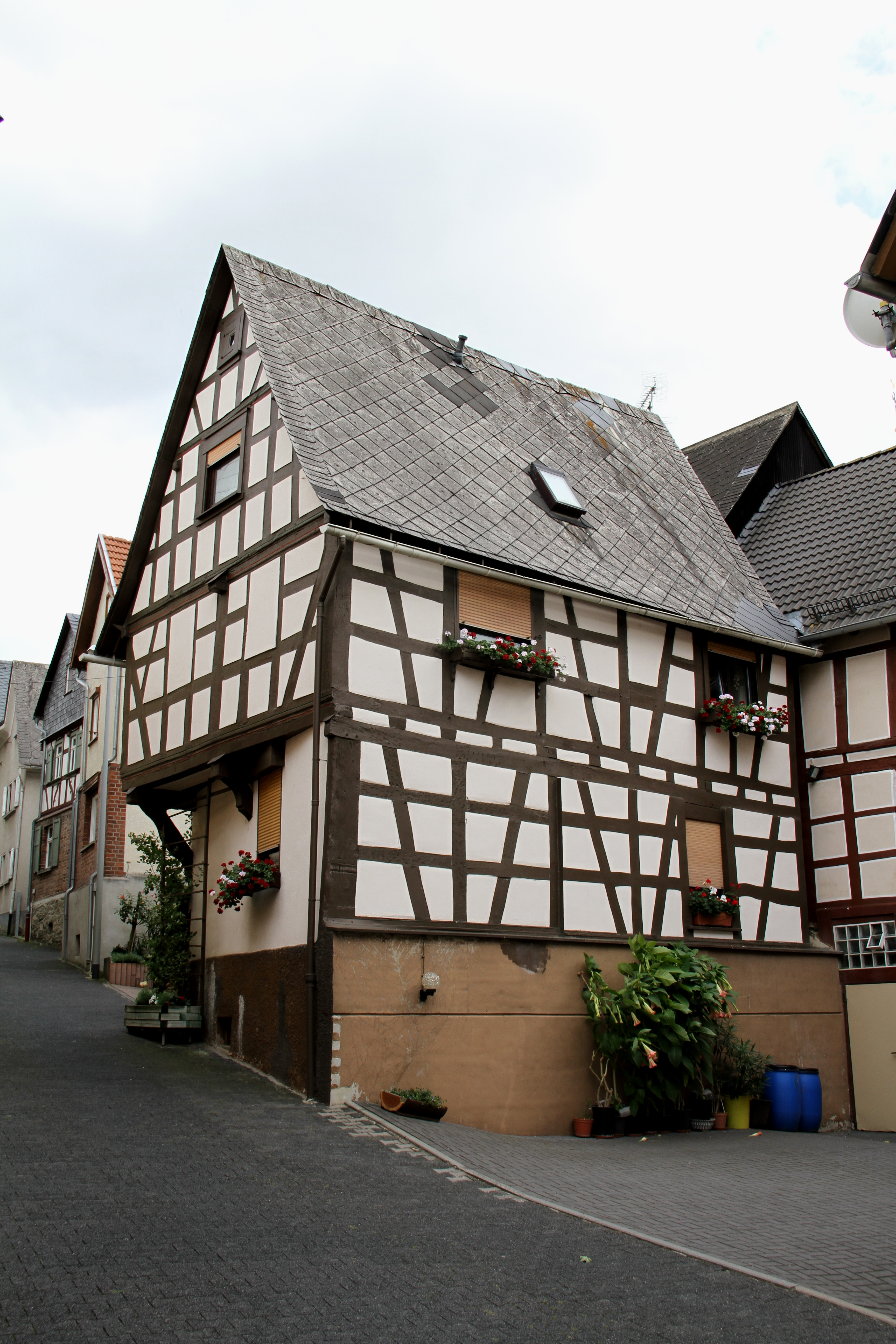
Gebäude Burgstraße 3 in Niederbrechen

Das Gebäude Burgstraße 3 in Niederbrechen, einem Ortsteil der Gemeinde Brechen im mittelhessischen Landkreis Limburg-Weilburg, wurde 1699 errichtet. Das Fachwerkhaus ist ein geschütztes Kulturdenkmal.
Das zweigeschossige giebelständige Wohnhaus hat ein freiliegendes Fachwerkgefüge, das für die Erbauungszeit auffallend schmucklos und schlicht ist.
In der steil ansteigenden Burgstraße entfaltet das winklig vorkragende Obergeschoss auf geschweiften Bügen eine prägnante Raumwirkung.